# Blemus
Blemus is een geslacht van kevers uit de familie van de loopkevers (Carabidae). De wetenschappelijke naam van het geslacht is voor het eerst geldig gepubliceerd in 1821 door Dejean.

## Soorten
Het geslacht Blemus omvat de volgende soorten:
- Blemus alexandrovi (Lutshnik, 1915)
- Blemus discus (Fabricius, 1792)